# Joaquín G. Lebredo
Joaquín García Lebredo (1833-1889) fue un médico, profesor y científico cubano.

## Biografía
Nacido el 18 de agosto de 1833 en Matanzas, fue médico y hombre de ciencias. Su tesis del doctorado fue un estudio sobre la química en relación con los fenómenos vitales. Esteban Borrero y Echeverría en la Revista Cubana elogió un trabajo de Lebredo sobre «Aplicaciones de la química orgánica a la fisiología y a la terapéutica». Escribió también sobre fiebre amarilla y sobre este tema dio varias conferencias en Madrid. Fue catedrático de Fisiología en la Universidad de la Habana (1863), y en el Instituto de Segunda Enseñanza catedrático de Aritmética y Álgebra. Impartió también clases en el Colegio del Salvador de José de la Luz y Caballero. Fue socio corresponsal de la Sociedad Ginecológica Española (1875), de la Société de Biologie de París, de la Société d'Anatomie de París (1877-1878) y de la New York Medico-Legal Society (1885), además de miembro de la Sociedad Económica Amigos del País. 
Colaboró en El Genio Científico de Marcos de J. Melero, en la Crónica Médico-Quirúrgica de la Habana y en otras revistas de la misma índole. Varias de sus obras fueron premiadas fuera de Cuba, y la Academia de Ciencias de la Habana lo tuvo entre sus miembros. Ramón Zambrana fue padrino de Lebredo en 1859 cuando se recibió de licenciado en Medicina, y Julio J. Le Riverend, francés, lo tuvo como discípulo predilecto. Falleció el 26 de noviembre de 1889. Su hijo Mario G. Lebredo fue bacteriólogo.
Entre sus obras se encontraron títulos como una  Memoria para el Concurso de Oposición a una Cátedra de Ciencias Físico-Matemáticas (1857), Aplicaciones de la Química Orgánica a la Fisiología y a la Terapéutica (1870) y Lesiones hepáticas producidas por la fiebre amarilla (1878).